# Summer de Snoo
Summer Joy de Snoo (Rotterdam, 9 maart 2009) is een Nederlands kindmodel.

## Carrière
De Snoo was zes jaar oud toen zij begon als model. In 2018, toen zij negen was, kwam zij in het nieuws omdat zij met haar familie naar New York zou verhuizen; ze tekende er een contract bij New York Model Management. De verhuizing werd echter uitgesteld.
Summer was onder andere te zien bij het Jeugdjournaal, RTL Boulevard en Jinek. Daarnaast werd zij gedurende een jaar gevolgd door een cameraploeg voor haar eigen documentairereeks Summer de Snoo: Picture Perfect (2020), die werd uitgezonden op Videoland.
De Snoo heeft gewerkt voor onder andere Mischka Aoki, Nik & Nik, DSquared² en ReindersJM.
In 2022 was ze te zien in de bioscoopfilm Bon Bini Holland 3.